# Hvalros Ø
Hvalros Ø är en ö i Grönland (Kungariket Danmark). Den ligger i den östra delen av Grönland. På ön finns endast låg växtlighet.